# Nida Senff
Dina Willemina Jacoba „Nida” Senff (później Scheffer i Couturier, ur. 3 kwietnia 1920 w Rotterdamie, zm. 27 czerwca 1995 w Amstelveen) – holenderska pływaczka. Złota medalistka olimpijska z Berlina.
Złoto wywalczyła na dystansie 100 metrów stylem grzbietowym. Wyprzedziła m.in. swoją rodaczkę Rie Mastenbroek. Zdobywała tytuły mistrza Holandii. Znajduje się w Galerii Sław Pływania.